# Stonewood
Stonewood ist eine City im Harrison County, West Virginia, Vereinigte Staaten. Das U.S. Census Bureau hat bei der Volkszählung 2020 eine Einwohnerzahl von 1798 ermittelt.
Der Name Stonewood hat keine besondere Bedeutung und wurde für diesen Ort erfunden.

## Geographie
Stonewood befindet sich zentral gelegen im Harrison County, entlang des Elk Creek Flusses.
Nach Angaben des United States Census Bureau hat die Stadt eine Gesamtfläche von 0,85 Quadratmeilen (2,20 km²), vollständig Landfläche.

## Demographie

### 2010 census
Zum Zeitpunkt der Volkszählung 2010 gab es 1.806 Personen, 819 Haushalte und 494 Familien in der Stadt. Die Bevölkerungsdichte betrug 2.124,7 Einwohner pro Quadratmeile (820,4/km²). Es gab 890 Wohneinheiten mit einer durchschnittlichen Dichte von 1.047,1 pro Quadratmeile (404,3/km²). Die ethnische Zusammensetzung der Stadt war 95,8 % weiß, 1,8 % afroamerikanisch, 0,2 % indianisch, 0,3 % asiatisch, 0,1 % pazifisch, 0,1 % anderer Ethnien und 1,6 % von zwei oder mehr Ethnien. Hispanoamerikaner oder Latinos irgendeiner ethnischen Gruppe waren 1,9 % der Bevölkerung.
Es gab 819 Haushalte, von denen in 23,2 % Kinder unter 18 Jahren lebten, 42,5 % bestanden aus verheirateten Paaren, die zusammenlebten, 12,7 % hatten einen weiblichen Hausvostand ohne Ehemann, 5,1 % hatten einen männlichen Hausvorstand ohne Ehefrau und 39,7 % waren Einzelhaushalte. 33,8 % aller Haushalte waren Einzelpersonen und 14,3 % hatten einen Alleinstehenden, der 65 Jahre oder älter war. Die durchschnittliche Haushaltsgröße betrug 2,19 und die durchschnittliche Familiengröße 2,76.
Das Durchschnittsalter in der Stadt betrug 45,6 Jahre. 18,2 % der Einwohner waren unter 18 Jahre alt; 5,9 % waren zwischen 18 und 24 Jahre alt; 24,8 % waren zwischen 25 und 44 Jahre alt; 30,8 % waren zwischen 45 und 64 Jahre alt; und 20,3 % waren 65 Jahre oder älter. Die Geschlechterverteilung der Stadt war 47,0 % männlich und 53,0 % weiblich.